# Árpád Árvay
Árpád Árvay (n. 21 aprilie 1902, Satu Mare – d. 9 septembrie 1985, București) a fost un scriitor, poet și romancier maghiar din România.